# Toshio Ogawa

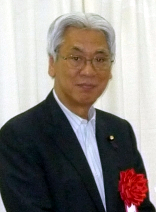
Toshio Ogawa (2011)

Toshio Ogawa (jap. 小川 敏夫 Ogawa Toshio; * 18. März 1948 in Nerima, Tokio) ist ein ehemaliger japanischer Politiker (NPS→DPJ→DFP→KDP). Er war von 1998 bis 2022 Abgeordneter im Sangiin, dem Oberhaus des nationalen Parlaments, für die Präfektur Tokio und 2012 Justizminister. Innerparteilich gehörte er der Kan-Gruppe an. Von 2016 bis 2018 führte er die Oberhausabgeordneten der Demokratischen Fortschrittspartei und war von 2019 bis 2022 Vizepräsident des Sangiin.

## Leben
Ogawa, Absolvent der Rikkyō-Universität, arbeitete ab 1973 zunächst als Assistenzrichter (saiban-jiho) am Bezirksgericht Shizuoka, ab 1976 dann als Staatsanwalt bei der Bezirksstaatsanwaltschaft Tokio. Diese verließ er 1981 und ließ sich registriert bei der Anwaltskammer Tokio als Anwalt nieder. In den 1980er Jahren war er außerdem Dozent an der Rikkyō-Universität und der Steuerakademie (zeimu daigakkō) des Finanzministeriums.
Seinen Eintritt in die Politik vollzog Ogawa in den 1990er Jahren: Bei der Shūgiin-Wahl 1996 trat er für die Demokratische Partei (engl. DPJ) im 9. Wahlkreis Tokio an, unterlag aber mit rund 59 zu 67 Tausend Stimmen Amtsinhaber Kōichi Yoshida von der Neuen Fortschrittspartei. Zwei Jahre später erhielt er bei der Sangiin-Wahl 1998 in der Präfektur Tokio (damals vier Mandate je Wahl) über eine Million Stimmen und zog so mit dem höchsten Stimmenanteil ins Oberhaus ein; 2004 wurde er mit dem zweithöchsten Stimmenanteil wiedergewählt. Im Sangiin war er unter anderem Vorsitzender des Kabinettsausschusses sowie des Auswärtigen und Verteidigungsausschusses. Nach dem Regierungswechsel 2009 war er bis 2010 Vorsitzender des Ausschusses für Landwirtschaft, Forsten und Fischerei. In den 2000er Jahren gehörte er mehreren demokratischen Schattenkabinetten an, von 2011 bis 2012 und von 2015 bis 2016 war er Generalsekretär der DPJ-→DP-Fraktion im Sangiin. Außerdem ist er Mitglied im Vorstand des DP-Präfekturverbands Tokio.
Im Wahlkampf für die Sangiin-Wahl 2010 trat Ogawa für die Demokratische Partei in Tokio neben der populären Verwaltungsministerin Renhō an. Um eine ungünstige Verteilung der DPJ-Stimmen auf beide Kandidaten zu verhindern, konzentrierte sich Ogawa auf die demokratische Stammwählerschaft und die früher den Sozialisten/Sozialdemokraten nahestehenden Gewerkschaften. Mit knapp 700 Tausend Stimmen erreichte Ogawa den vierten Platz und wurde für weitere sechs Jahre als Abgeordneter bestätigt. Im September 2010 wurde er Vizeminister für Justiz im umgebildeten Kabinett Kan. Im Januar 2012 wurde er von Yoshihiko Noda bei einer Kabinettsumbildung zum Nachfolger von Hideo Hiraoka als Justizminister berufen, im Juni 2012 bei einer erneuten Umbildung durch Makoto Taki abgelöst.
Bei der Sangiin-Wahl 2016 kandidierte er, nun für die neu gegründete Demokratische Fortschrittspartei (DFP), wieder neben Renhō, die mit über 1,1 Millionen Stimmen (18,0 %) erneut den ersten Platz belegte. Der Präfekturwahlkreis Tokio war auf sechs Mandate vergrößert worden, und Ogawa erreichte mit nur noch rund 508.000 Stimmen (8,2 %) den sechsten Platz – mit rund 40.000 Stimmen Vorsprung relativ knapp vor Yasuo Tanaka (7,5 %) von der Ōsaka Ishin no Kai. Anschließend übernahm er den Fraktionsvorsitz von Akira Gunji, der zum Vizepräsidenten des Sangiin gewählt wurde. Im April 2018 trat er aus der DFP aus und schloss sich der Konstitutionell-Demokratischen Partei von Yukio Edano an. Am 1. August 2019 wurde er als Nachfolger von Gunji zum Vizepräsidenten des Sangiin gewählt.
Zur Sangiin-Wahl 2022 zog sich Ogawa aus der Politik zurück.
Ogawa ist von der Schauspielerin Yoshie Ichige geschieden.